# Vancouver (Washington)
Vancouver (umgangssprachlich auch Vancouver USA oder The Couve) ist eine Großstadt am Nordufer des Flusses Columbia River im US-Bundesstaat Washington, gegenüber von Portland, Oregon am Südufer. Die Stadt ist County Seat des Clark County und gehört der Großregion Pazifischer Nordwesten an. Sie hat 190.915 Einwohner (laut der letzten Volkszählung im Jahr 2020).

## Geschichte
Im Jahr 1806 kampierten die Teilnehmer der Lewis-und-Clark-Expedition in dieser Gegend. Lewis schrieb über den Ort, dass er der geeignetste Flecken zum Siedeln westlich der Rocky Mountains sei. Die erste Ansiedlung von Weißen vollzog sich jedoch erst 1825, nachdem Fort Vancouver als Handelshaus der Hudson’s Bay Company errichtet worden war. Vancouver erhielt am 23. Januar 1857 das Stadtrecht.
Das kanadische Vancouver wurde erst 1886 zur Stadt, fast 30 Jahre später als das US-amerikanische Vancouver und mehr als 60 Jahre nach Fort Vancouver.

### Namensgebung
Die erheblich größere Stadt Vancouver in British Columbia (Kanada) liegt etwa 400 km nördlich. Beide Städte wurden nach dem britischen Kapitän George Vancouver benannt.
Die Stadtverwaltung hat mehrmals vergeblich versucht, den Stadtnamen in Fort Vancouver zu ändern, da es sehr häufig zu Verwechslungen mit der gleichnamigen kanadischen Stadt kommt.

### Heute
Das westliche Vancouver ist ursprünglich und beinhaltet den Stadtkern. Ost-Vancouver ist eine Mischung aus Wohn- und Gewerbegebieten.

### Einwohnerentwicklung
| Jahr | Einwohner¹ |
| ---- | ---------- |
| 1980 | 42.834     |
| 1990 | 54.651     |
| 2000 | 143.560    |
| 2010 | 161.791    |
| 2020 | 190.915    |

¹ 1980–2020: Volkszählungsergebnisse

## Geographie
Das Stadtgebiet hat eine Fläche von 119,5 km², 110,8 km² davon entfallen auf Land und 8,7 km² sind Wasserflächen.
Eine sehr große Anzahl von Pendlern arbeitet in Portland (Oregon). Viele Bewohner fahren häufig in den Nachbarstaat Oregon, um dort mehrwertsteuerfrei einzukaufen.

## Demographie
Nach der Volkszählung von 2000 leben hier 143.560 Personen in 56.628 Haushalten (36.298 Familien). 84,81 % der Bevölkerung sind Weiße, 2,50 % sind Schwarze und 0,97 % sind Nachfahren indigener Völker.

## Bildung
In Vancouver hat die Washington State University (Hauptsitz Pullman) eine Außenstelle. Andere Bildungseinrichtungen der Stadt sind das Community College „Clark College“, die auf künstlerische Ausbildung spezialisierte Vancouver School of Arts and Academics (Jahrgangsstufen 6–12) und die Columbia River High School, eine International-Baccalaureate-Schule.

## Söhne und Töchter der Stadt
- Alfred Sully (1821–1879), Offizier in den Indianerkriegen und im Sezessionskrieg
- James Dunsmuir (1851–1920), kanadischer Politiker, Industrieller und Vizegouverneur der Provinz British Columbia
- Frank Stoner (1894–1966), General
- Joseph S. Bradley (1900–1961), Generalmajor der United States Army
- Bonnie Wetzel (1926–1965), Jazz-Bassistin des Swing und des Modern Jazz
- Joel Shatzky (1943–2020), Schriftsteller und Literaturprofessor
- Ron Rose (1944–2019), Pokerspieler
- Donald Behm (* 1945), Ringer und Olympiamedaillengewinner
- Joe Buhler (* 1950), Mathematiker
- Dennis Heck (* 1952), Politiker
- Michael Reed Barratt (* 1959), Astronaut
- Greg Biffle (* 1969), NASCAR-Rennfahrer
- Brandon Cantu (* 1981), Pokerspieler
- Derek Raivio (* 1984), Basketballspieler
- Zach Lapidus (* um 1987), Jazzmusiker
- John Allen Chau (1991–2018), Missionar
- Reilly Hennessey (* 1995), American-Football-Spieler
- Taryn Ries (* 1999), Fußballspielerin
- Kristian Sjølund (* 1999), Basketballspieler